# Nando Martellini
Fernando Martellini, detto Nando (Piperno, 7 agosto 1921 – Roma, 5 maggio 2004), è stato un giornalista e cronista sportivo radio-televisivo italiano; nella sua pluridecennale carriera ha seguito e commentato per la Rai 10 Campionati del mondo di calcio (record per il XX secolo), 18 Giri d'Italia, 12 Tour de France e 3 Olimpiadi. Ha effettuato non meno di 2000 telecronache tra calcio e ciclismo. Le sue due telecronache calcistiche più famose furono quella del 17 giugno 1970 (Italia-Germania 4-3) e dell'11 luglio 1982 (Italia-Germania 3-1).

## Biografia
Dopo la maturità classica all'Istituto De Merode e l'iscrizione alla Facoltà di Agraria dell'Università di Perugia, lasciò gli studi per dedicarsi alla carriera giornalistica. Nell'estate 1944, nella Roma appena Liberata (dal 4 giugno), si presentò alle selezioni dell'EIAR per alcuni posti riservati a giovani aspiranti giornalisti. Fu il primo contratto di Martellini in quella che poi divenne la Rai. Dapprima svolse le mansioni di redattore di politica estera, poi in seguito si occupò di cronaca, con ruoli sempre più importanti, grazie alla sua grande preparazione e disponibilità. Fu radiocronista ai funerali di Luigi Einaudi (1961) e poi di papa Giovanni XXIII (1963).
Il direttore del giornale radio, Vittorio Veltroni lo fece esordire il 22 ottobre 1958 come radiocronista in Inghilterra-Russia 5-0. Nel 1959 fu tra i collaboratori di Guglielmo Moretti, Roberto Bortoluzzi e Sergio Zavoli nell'ideazione della trasmissione Tutto il calcio minuto per minuto, ma in quel programma fu radiocronista in due sole puntate; quella del 21 febbraio 1960 (la settima in assoluto dell'edizione sperimentale) e il 2 febbraio 1964, durante la quarta edizione. Per tutti gli anni sessanta proseguì la carriera come radiocronista sportivo.

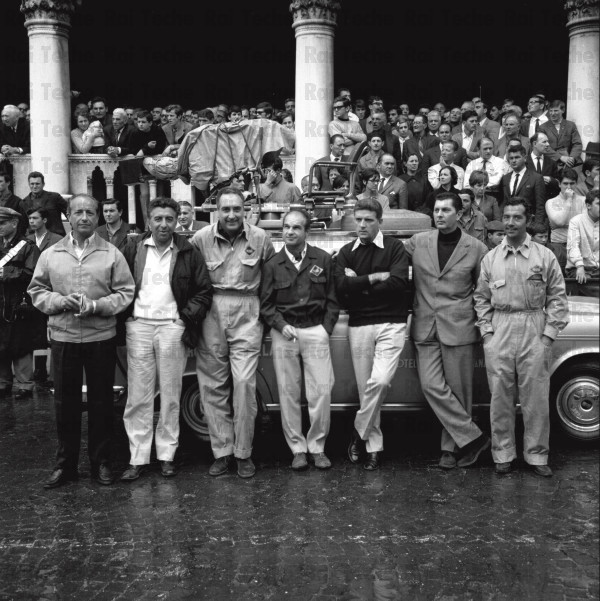
Foto di gruppo di giornalisti sportivi RAI al Giro d'Italia 1967. Martellini è il terzo da sinistra. Insieme con lui, da sinistra a destra, Adone Carapezzi, Enrico Ameri, Sandro Ciotti, Sergio Zavoli, il capo spedizione Nino Greco e Adriano De Zan.

Passato in televisione, commentò la vittoria dell'Italia al campionato europeo di calcio 1968; in occasione dei Mondiali 1970 in Messico venne chiamato improvvisamente a sostituire il celebre collega Nicolò Carosio (richiamato in servizio a furor di popolo, ma costretto, durante la terza partita della nazionale, a rinunciare in seguito alla clamorosa gaffe – rivelatasi in seguito infondata – verso un guardalinee etiope). Così Martellini ebbe modo di commentare quella che fu definita la partita del secolo, ovvero la semifinale tra Italia e Germania Ovest, nonché la successiva finale tra gli azzurri e il Brasile.
Per molti anni la sua voce ha commentato le partite di calcio più importanti, ma anche le principali manifestazioni ciclistiche, come il Giro d'Italia e il Tour de France. Nel 1976, dopo la riforma della Rai che diede vita alle due reti ed alle corrispondenti testate giornalistiche autonome fra loro, entrò a far parte della redazione sport del Tg2, per la quale condusse il rotocalco Sabato Sport (che aveva sostituito Dribbling, del quale successivamente riprese il nome); dopo poco fu nominato capo del Pool Sportivo TV in sostituzione di Aldo De Martino, che ne era stato il capo al momento della fondazione. L'11 luglio 1982 commentò alla televisione la Finale del campionato mondiale di calcio tra Italia e Germania, che vide gli Azzurri vincitori per 3-1. Nello stesso anno fu fra i conduttori su Rai 3 di Sport Tre, la rubrica domenicale di cronache, commenti, inchieste e dibattiti curata da Aldo Biscardi. Avrebbe dovuto commentare anche il mondiale in Messico del 1986 (che per lui sarebbe stato il quinto in tv), ma, una volta giunto in terra messicana, un malore ivi accusato per l'altitudine lo costrinse a rientrare in Italia e a passare definitivamente il testimone a Bruno Pizzul.
In pensione dal 1986 (anche se fu richiamato dalla RAI a commentare alcune partite del campionato del mondo 1990 in qualità di "illustre fuori quota"), tra il 1992 e il 1994 lavorò alla Fininvest dove aveva peraltro portato un suo caro allievo, Massimo De Luca, commentando anche alcune partite di Coppa dei Campioni, prima di fare l'opinionista su diversi network radiofonici. Realizzò le sue ultime dirette dai microfoni della Radio Vaticana.
Tra i suoi ultimi lavori, nel 1996 partecipò come commentatore tecnico alla Partita del cuore disputatasi allo stadio Marcantonio Bentegodi di Verona, mentre nella stagione televisiva 1996-1997 fu tra gli ospiti fissi del programma Quelli che il calcio di Raitre.

### La morte
Morì al Policlinico Agostino Gemelli di Roma il 5 maggio 2004, all'età di 82 anni, dove era stato ricoverato già da qualche tempo per una grave malattia; il giorno successivo venne allestita la camera ardente presso il Campidoglio nella Sala Protomoteca e il 7 maggio vennero celebrati i funerali religiosi nella basilica di Santa Maria degli Angeli e dei Martiri in piazza della Repubblica, alla presenza di politici e colleghi del giornalismo; dopo la cerimonia funebre, il feretro venne tumulato nel Cimitero Monumentale del Verano.

## Vita privata
Incontrò la moglie Gianna alla Rai, dove lavorava come segretaria di Vittorio Veltroni, direttore del Giornale radio. Dei suoi figli soltanto una ha seguito le sue orme, Simonetta, che per ventitré anni ha commentato alla radio le partite di pallavolo per Rai Radio 1, mentre il figlio Massimo svolge la professione di dirigente pubblicitario.

## Intitolazioni
Alla sua memoria è stato intitolato lo stadio romano delle Terme di Caracalla.

## Apparizioni extraprofessionali
Molto popolare, Martellini ha prestato il volto e, più spesso, la propria inconfondibile voce anche al cinema, alla pubblicità e ad alcune fortunate commedie come La domenica della buona gente (1953), Ci risiamo, vero Provvidenza? (1973), L'allenatore nel pallone (1984), Mezzo destro mezzo sinistro - 2 calciatori senza pallone (1985), "FF.SS." - Cioè: "...che mi hai portato a fare sopra a Posillipo se non mi vuoi più bene?" (1983). È sua la celebre telecronaca (che però nel film viene ascoltata anche alla radio), ironica e autoironica («Scusate l'emozione [...] ma sono centosettant'anni che non vedevo una partenza così folgorante degli azzurri!»), di Italia-Inghilterra ne Il secondo tragico Fantozzi. Sempre nella famosa saga, lo si sente commentare la partita Milan-IFK Göteborg (4-0) durante Fantozzi in paradiso. In Sette volte sette Martellini presta la voce al telecronista inglese (interpretato da Pupo De Luca) nella finale teletrasmessa della Coppa d'Inghilterra. È anche il radiocronista nell'edizione italiana di Un uomo in vendita (1969). 

Nando Martellini negli studi di Radio Rai a Roma 1954

Nel 1992, in occasione dei Giochi olimpici di Barcellona, Martellini prestò la sua voce al serpente cronista animato (ribattezzato in suo onore "Nando Serpentini") nell'edizione italiana del cartone animato franco-belga Zoo Olympics. Alcuni anni prima, nella versione italiana dell'anime giapponese Calendar Men, il telecronista che seguiva le battaglie tra King Star e i cattivi venne rinominato "Nando Martellotti".
La voce di Nando Martellini, in telecronache reali non recitate, si sente anche nel film La meglio gioventù in occasione della finale del campionato mondiale di calcio 1982 tra Italia e Germania Ovest (3-1); la voce viene però ascoltata da una radio (dove la radiocronaca era stata in realtà affidata a Enrico Ameri), mentre Martellini si occupò solamente della telecronaca. Altre cinque pellicole in cui figura una cronaca di Martellini sono Come svaligiammo la Banca d'Italia, Cuori solitari, I due maggiolini più matti del mondo, l'episodio Il televeggente di Culo e camicia e Cento giorni a Palermo; in quest'ultimo si tratta della semifinale del campionato del mondo 1982 Italia-Polonia (2-0).

## Documentari radiofonici Rai
- Bolidi rossi, radio documentario di Nando Martellini, trasmesso il 20 giugno 1953.

### Nella cultura di massa
Il suo triplice grido «campioni del mondo!», esempio di compassata esultanza per la vittoria italiana al Santiago Bernabeu di Madrid nel 1982, è citato nella canzone In Italia del disco Oh, vita! di Jovanotti (2017).
Il suo nome è stato d'ispirazione per il personaggio del giornalista "Nando Martellotti" nell'adattamento italiano dell'anime giapponese Calendar Men (1981-1982).

## Il tifo
Nella sua competenza, obiettività e professionalità, Nando Martellini non ha mai nascosto il suo tifo sportivo per il Perugia. A chi gli chiedeva il perché di questa – all'apparenza – insolita scelta, così rispondeva:
(Nando Martellini, Corriere sportivo, 14 novembre 1976)

## Premio Speciale di Giornalismo
All'interno della cerimonia di premiazione del "Premio Prisco" (consegnato ogni anno a personaggi del mondo dello sport e del giornalismo sportivo che si sono distinti per lealtà, correttezza e simpatia sportiva), dal 2005 viene assegnato un riconoscimento anche al miglior esponente del giornalismo sportivo, intitolato a Martellini, ex membro della giuria nonché giornalista scomparso nel maggio del 2004.